# Resta quel che resta
Resta quel che resta è un singolo del cantautore italiano Pino Daniele, pubblicato il 14 maggio 2018.

## Descrizione
Si tratta di un brano inedito composto dal cantautore nel corso del 2009 ma ritrovato soltanto nel maggio 2018, a tre anni di distanza dalla sua morte.

## Video musicale
Il video è stato reso disponibile il 25 maggio 2018 attraverso il canale YouTube della Fepgroup ed è stato girato a Napoli.

## Tracce
1. Resta quel che resta – 3:26